# Sainte-Rose (Guadeloupe)
Sainte-Rose (Guadeloupe-Kreolisch: Sentwòz) ist mit seinen 118,60 km² die flächenmäßig zweitgrößte Gemeinde nach Petit-Bourg im französischen Überseedépartement Guadeloupe. Sie hat 17.494 Einwohner (Stand 1. Januar 2022) und gehört zum Arrondissement Basse-Terre. Sainte-Rose ist Mitgliedsgemeinde und Sitz der Communauté d’agglomération du Nord Basse-Terre.
Sainte-Rose befindet sich im Norden der Insel Basse-Terre an der Küste des Karibischen Meers. Nachbargemeinden sind Lamentin im Südosten, Pointe-Noire im Südwesten und Deshaies im Westen. 
Ein wichtiger Wirtschaftsfaktor ist der Tourismus. Aber auch der Anbau von Zuckerrohr für die Produktion von Rhum agricole, der in zwei Destillerien am Ort hergestellt wird, spielt eine große Rolle.
| Bevölkerungsentwicklung | Bevölkerungsentwicklung | Bevölkerungsentwicklung | Bevölkerungsentwicklung | Bevölkerungsentwicklung | Bevölkerungsentwicklung | Bevölkerungsentwicklung | Bevölkerungsentwicklung | Bevölkerungsentwicklung | Bevölkerungsentwicklung |
| ----------------------- | ----------------------- | ----------------------- | ----------------------- | ----------------------- | ----------------------- | ----------------------- | ----------------------- | ----------------------- | ----------------------- |
| Jahr                    | 1961                    | 1967                    | 1974                    | 1982                    | 1990                    | 1999                    | 2006                    | 2012                    | 2020                    |
| Einwohner               | 10.290                  | 11.624                  | 12.050                  | 12.299                  | 13.995                  | 17.574                  | 19.989                  | 20.379                  | 17.840                  |

## Söhne und Töchter
- Ernest Cabo (1932–2019), römisch-katholischer Bischof von Basse-Terre et Pointe-à-Pitre
- Marlène Canguio (1942–2025), Hürdenläuferin, Sprinterin und Weitspringerin
- Marie-Louisa Drouode (* 2005), französische Radsportlerin